# تمييز جيني
التمييز الجيني هو ما يحدث عندما يعامل الناس الآخرين أو يُعامَلوا بشكل مختلف لامتلاكهم أو لتصور امتلاكهم طفرة أو طفرات جينية تتسبب في ازدياد خطورة توريث اضطراب جيني. وقد يشير المصطلح أيضا إلى أي شكل من أشكال التمييز على أساس النمط الجيني لشخص بدلا من مزاياه الشخصية.
يجادل بعض الخبراء السياسيون من أجل تعريف أوسع وأكثر دقة للتمييز الجيني: «يجب أن يُعرَّف التمييز الجيني على أنه تعرض فرد لتعامل سلبي، ليس نتيجة لإظهار حالة جسد الفرد المرضية أو المعاقة، بل بسبب التركيب الجيني للفرد فحسب».
تعتبر الحتمية الجينية والجوهرية الجينية أسسا للتمييز الجيني، كما أنه يستند على مفهوم الجينية، أي أن صفات الإنسان المميزة وقدراته تتحدد وفقا للجينات.

## الوضع القانوني

### الولايات المتحدة
جُرِّم التمييز الجيني في الولايات المتحدة بعد تمرير قانون عدم التمييز وفقا للمعلومات الجينية (GINA) في 21 مايو 2008. وقد أدرج ضمن القانون بواسطة الرئيس جورج دبليو بوش، ومرر في مجلس الشيوخ بتصويت 49-0 وفي مجلس النواب بتصويت 414-1. يحظر هذا القانون أصحاب العمل من الاستناد على المعلومات الجينية لأحد الأفراد في قرارات التوظيف، الفصل، اختيار المنصب الوظيفي، أو الترقية. كما يحمي القانون الأفراد من التمييز الجيني في الرعاية الصحية، إلا أن القانون لم يضع تعريفا لأي معلومات جينية يقصدها، مما يترك الأمر للجدال.
على الرغم من تمرير هذا القانون عام 2008، إلا أن 201 حالة استشهدت به عام 2010 و333 حالة عام 2014. وبحلول عام 2013، لم تكن هناك شركة واجهت بالفعل عقوبات وفقا لهذا القانون.

#### التمييز في التأمين الصحي
في عام 2008 ذكرت النيويورك تايمز أن بعض الأفراد تحاشوا الاختبار الجيني خوفا من إعاقة مقدرتهم على الاستفادة بالتامين الصحي أو إيجاد وظيفة. وذكرت أيضا دليلا على أن التمييز الفعلي نادر الحدوث. في نوفمبر 2016، وجد أن شركة التأمين GWG Life كانت تجمع عينات لعاب من أجل تقليل المعدلات التي يحصل عليها الأناس الأفضل من حيث الصحة الجينية مقارنة بمن هم في عمرهم. ورغم أن هذا تمييز إيجابي، إلا أنه يشير إلى احتمالية مستقبلية لتصنيف العملاء باستخدام البينات الجينية.
رغم أن قانون عام 2008 هذا يحمي من التمييز الجيني المتعلق بالتأمين الصحي، إلا أنه لا يحمي من التمييز الجيني في إطار أشكال أخرى من التأمين، كالتأمين على الحياة، الإعاقة، أو تأمين الرعاية طويلة الأجل. وبالإضافة إلى ذلك، فإن القانون لا يوفر أي حماية للتأمين على المنزل أو الرهن العقاري أو عندما يكون لصاحب العمل 15 موظف أو أقل. كما استثنى القانون أيضا من تشملهم إدارة الصحة للمحاربين القدامى أو الخدمات الصحية الهندية.[12] نظرا لأن الكثير من الاختبارات الجينية تعمل كوثائق للمعلومات الجينية، فإن مؤيدي وصول شركات التأمين إلى المعلومات الجينية يجادلون بأنها لا تحتاج أي تقييد قانوني محدد.

#### الاختبار الجيني المباشر للعميل
تم توفير الاختبار الجيني المباشر للعميل لأول مرة عام 1997 من قبل موقع GeneTree الإلكتروني للتاريخ العائلي، وهو موقع غير نشط الآن. يسهل الوصول إلى هذه الاختبارات في السوق، وقد أشاعتها الشركات من أمثال 23andMe وAncestry.com . وهذه الخدمات باهظة الثمن وتخدم بشكل غير متناسب الأفراد الأثرياء. ونتيجة لذلك، فعندما تباع البيانات التي يتم تجميعها من الاختبارات إلى شركات الأبحاث، فإنها تمثل عينة منحازة من السكان. وقد أوقفت إدارة الغذاء والدواء عمليات التسويق لشركة 23andMe في عام 2013 بسبب ادعاءات غير مؤكدة اطلقتها الشركة حول تشخيص الأمراض ومنعها. وقد سُمح للشركة باستكمال مبيعاتها بعد أن توقفت عن تزويد العملاء بالمعلومات الصحية.

### كندا
في الرابع من مايو 2017 تلقى مشروع قانون عدم التمييز الوراثي (Bill S-201) موافقة ملكية وأصبح قانونا في كندا. ورغم معارضة الحكومة في مجلس العموم له، إلا انه نجا في مجلس النواب بدعم من ليبراليي المقاعد الخلفية ومجموع أعضاء البرلمان المحافظين، الديمقراطيين الجدد، والخُضر. يجرم القانون على أي فرد أن يطلب من فرد آخر إجراء فحص جيني كشرط لتوفير سلع أو خدمات، أو كشرط لتسجيل أو متابعة عقد ما. كما يجرم القانون على أي فرد أن يرفض دخول اتفاق سلع أو خدمات مع فرد آخر على بالاستناد على أن الآخر رفض الكشف عن نتائج فحص جيني تم بالفعل. ومن يخالف هذه المحظورات يعرض نفسه لدفع غرامة (بحد أقصى مليون دولار أمريكي) و/أو التعرض للسجن (بحد أقصى 5 سنوات).
وبناء على ذلك، فإن أحد تأثيرات هذا التشريع سيكون منع متعهدي التأمين من مطالبة عميل محتمل بالخضوع لاختبار جيني، أو الإفصاح عن نتيجة اختبار تم بالفعل، كشرط أساسي لتوفير التغطية التأمينية.

### المملكة المتحدة
جرّم قانون المساواة لعام 2010 استخدام المعلومات الجينية في قرارات التوظيف والترقيات. ورغم غياب أي قانون رسمي يمنع استخدام المعلومات الجينية في سياسات قرارات التأمين، إلا أن حكومة المملكة المتحدة ورابطة التأمين البريطاني دخلوا في وقف اختياري منذ عام 2014 وحتى 2019 للامتناع عن استخدام المعلومات الجينية في ما يتعلق بالتأمين.

## الاختبارات الجينية في مكان العمل
يمتلك بعض الناس جينات تجعلهم أكثر عرضة لأمراض ناتجة عن تعرضهم لمحيطهم المهني. فعلى سبيل المثال، يحتمل بشكل أكبر أن يحمل العمال من مرضى التسمم بالبيريليوم، أو مرض البريليوم المزمن، حاملين للجين HLA-DPB1 مقارنة بالعمال الذين ليست لديهم نفس الحالة. لذلك فبتوفير الاختبار الجيني الاختياري للعمال وجعلهم وحدهم يرون نتائجهم، فإن أصحاب العمل سيتمكنون من حماية الأفراد المعرضين جينيا لبعض أمراض محيط العمل. قامت شركة تصنيع للبريليوم ببدء برنامج تجريبي لاختبار العمال المحتمل حملهم لجين HLA-DPB1 في مختبر جامعي. وقد دفعت الشركة تكاليف الاختبار والاستشارة، ولم تستلم سوى نتائج لا تحدد الذين يحملون الجين من العمال.
في عام 1991، اقترح مجلس الجمعية الطبية الأمريكية المعنية بشؤون الأخلاق والقضاء وجوب استيفاء الشروط الخمسة التالية لكي يكون الاختبار الجيني المفروض من قبل صاحب العمل مناسبا:
- يجب أن يتطور المرض بشكل سريع جدا لدرجة أن الفحص سيكون غير ذي جدوى في منعه.
- أن يكون الاختبار عالي الدقة.
- أن ينتج عن التباين الجيني قابلية مرتفعة غير عادية للمرض جراء المحيط المهني.
- أن تكون هناك نفقة غير مستحقة بعد من أجل حماية العمال القابلين للإصابة بالمرض بتقليل نسبة المواد السامة في محيط العمل.
- يجب على العامل أن يقدم موافقة بعلم منه قبل خضوعه للاختبار.

ثمة بالفعل عدة إجراءات لفحوصات صحية مهنية مشابهة للفحص الجيني. فعلى سبيل المثال، في عام 1978، أفادت DuPont بأنها تختبر المتقدمين من الأمريكيين الأفارقة لتمنع من لديهم فقر دم منجلي من التعرض إلى مركبات النترات والأمينات. ومع ذلك، فالأبحاث توضح أن العمال أو المتقدمين لا يستغلون ميزة الفحص الجيني لخشيتهم من التمييز. وقد وجد استطلاع عام أجري عام 1995 أن ما يزيد عن 85% قلقون حيال الوصول إلى المعلومات الجينية من قبل أصحاب العمل وشركات التأمين. وبالمثل من ذلك، ففي حالة مصانع البيريليوم المذكورة آنفا، فإن عددا قليلا جدا من العمال شاركوا في الفحص الجيني، ولذلك قررت الشركة اتباع «نموذج وقائي محسن لضوابط مكان العمل».